# Hadsund Syd

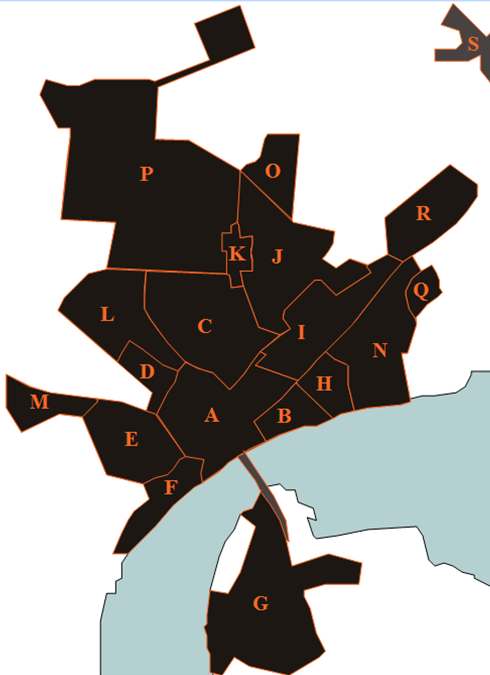
Stadtteile und Gebäude in und um Hadsund:
A: Hadsund Zentrum
B: Munchs eng
C: Rosendal
D: Himmerlandsgade (kvarter)
E: Pip-kvarteret
F: Skov-kvarteret
G: Hadsund Syd
H: Ved Stranden
I: Ø-kvarteret
J: Holterne
K: Søndergårde
L: Hadsund Huse
M: Højmarken
N: Rolighed
O: Bøgelunden
P: Industri Nord
Q: Molhøj
R: Industri Øst

Hadsund Syd (deutsch Hadsund Süd) ist ein Ortsteil von Hadsund in Nordjütland, Dänemark. Der Ort hat 471 Einwohner (2013) und liegt südlich des Ortskerns am Südufer des Mariagerfjord. Der Ort befindet sich in der Kommune Mariagerfjord in der Region Nordjylland. Hadsund Syd ist durch die Brücke Hadsundbroen mit dem Zentrum von Hadsund verbunden.